# Henry Mangles Denham

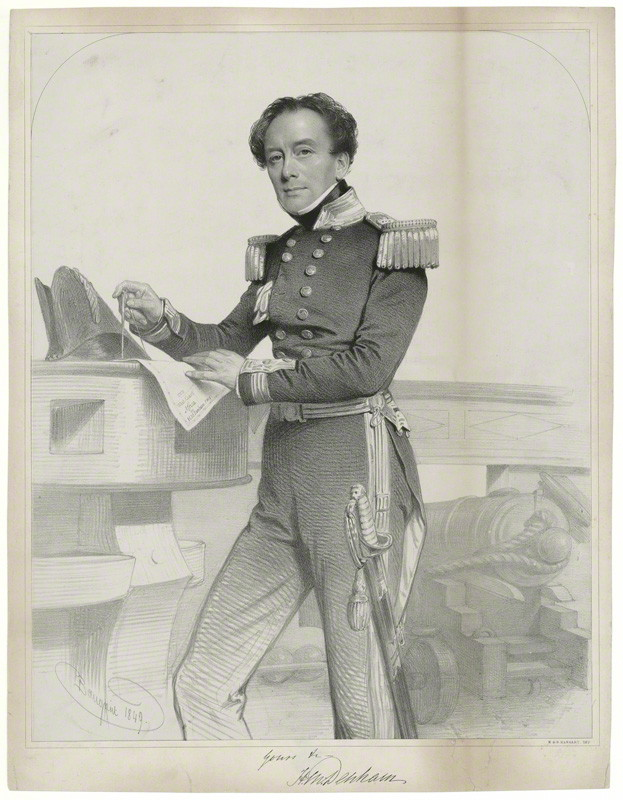
Henry Mangles Denham (1849)

Sir Henry Mangles Denham, CMG (* 28. August 1800; † 3. Juli 1887) war in der Royal Navy Vizeadmiral und Oberbefehlshaber der britischen Pazifikflotte, der Pacific Station.

## Frühe Karriere
Denham trat in die Navy im Alter von zwölf Jahren ein, spezialisierte sich auf Hydrographie und wurde 1822 zum Lieutenant ernannt. Ab dem Oktober 1827 war er Lieutenant-Commander auf der HMS Linnet und untersuchte die Küste Frankreichs., vom September 1828 bis in den März 1835 erkundete er den Bristol Channel, die Hafen von Liverpool und Milford, am 28. Februar 1839 wurde er Mitglied der Royal Society. Vom 15. Januar an war er Commander auf der HMS Lucifer, der zweite im Amt, unter dem Kommando Frederick William Beechey und untersuchte die Küste von Irland. Ab dem 30. Juli 1845 war er Kommandeur auf der HMS Avon, mit der er die Ostküste von Afrika erforschte.

## Untersuchung des Südpazifiks (1852–1861)
Am 18. Februar 1852 wurde Denham Captain auf der HMS Herald. Als Captain der HMS Herald leistete er die Hauptuntersuchungsarbeit um Australien, Neukaledonien und weiterer Gebiete im Südwest-Pazifik in der Zeit von 1852 bis 1861.

Die Shark Bay in Western Australia, die Denham untersuchte

Die Reise der HMS Herald verschaffte ihm einen bedeutenden Platz in der Geschichte der Marine-Untersuchung. In dieser Zeit untersuchte und vermaß die Herald bekannte Landmassen unter hohen Risiken im südwestlichen Pazifik und bedeutende Abschnitte der australischen Küste, wobei Denham sichere Schifffahrtsrouten erkundete; einige „Herald-Routen“ sind heute noch in Verwendung. In der Zeit der Denham-Reise war der südwestliche Pazifik ein unerforschter Ort, wie auch bedeutender kommerzieller Aktivitäten und ein kolonialer Außenposten. Die naturhistorischen Besonderheiten der Reise sammelten die Naturwissenschaftler William Grant Milne und John MacGillivray auf Expeditionen in bedeutenden botanischen und ornithologischen Sammlungen.
Die Schiffsreise begann in England am 21. Februar 1852 und das Schiff kam in Australien am 18. Februar 1853 an. Das Schiff begann seine Untersuchungen mit dem Besuch der Lord Howe Island, der Île des Pins (Neukaledonien) und Aneityum (Vanuatu) vom 19. Februar 1853 bis zum 1. Januar 1854, Neuseeland und Raoul Island vom 2. Januar 1854 bis zum 2. September 1854, Fidschi vom 3. September 1854 bis zum 24. November 1854 und Norfolk Island im Juni 1855. Nach einem zweiten Besuch von Fidschi vom 25. Juni 1855 bis zum 3. Februar 1856 war die Herald an der Wiederbesiedlung der Pitcairn Islanders nach Norfolk Island vom 4. Februar 1856 bis zum 26. Juni 1856 beteiligt. Ein dritter Besuch der Fuji wurde anschließend vom 27. Juni 1856 bis zum 26. Februar 1857 unternommen, dem folgte eine Untersuchung von Port Jackson in New South Wales vom 27. Februar 1857 bis zum 20. Dezember 1857, die Bass Strait, King George Sound und Shark Bay im Western Australia vom 21. Dezember 1857 bis zum 29. Juni 1858. Weitere drei Reisen ins Korallenmeer erfolgten vom 30. Juni 1858 bis zum 23. Mai 1860. Die erste Rückreise der Herald begann in Sydney nach Surabaya vom 24. Mai 1860 bis zum 20. November 1860, sie legte in Surabaya am 21. November 1860 ab und erreichte Chatham am 1. Juni 1861.

## Oberkommandierender im Pazifik
Vom 10. Mai 1864 bis zum 21. November 1866 diente Denham als Oberbefehlshaber im Pazifik. 1866 wurde er für seine hydrographischen Verdienste zum Knight Bachelor geschlagen und zum Companion des Order of St Michael and St George ernannt. Er trat aus dem Dienst mit dem Rang eines Vizeadmirals im Jahr 1871 aus.

## Ehrungen

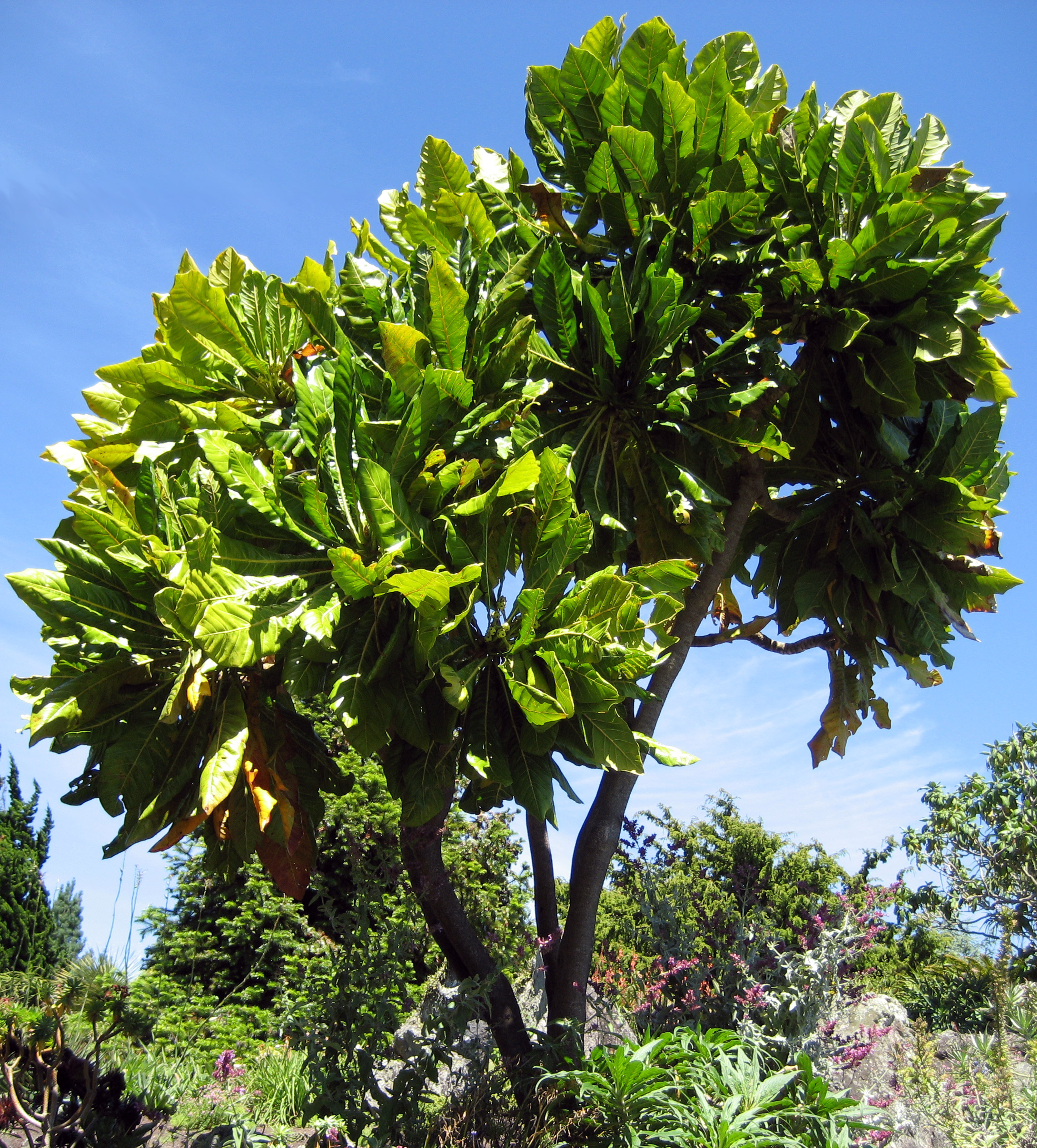
Denham (Meryta denhamii), ein endemischer neukaledonischer Baum

Die Stadt Denham in Western Australia, der endemische neukaledonische Baum Meryta denhamii und Denham Island in British Columbia wurden nach ihm von einem Mitglied der Royal Navy benannt.

## Persönliches
1826 heiratete er Isabella, die 1865 starb, die Tochter von Reverend Joseph Cole aus Carmarthen.